# Proceedings of the Physical Society
Proceedings of the Physical Society (abrégé en Proc. Phys. Soc.) était une revue scientifique à comité de lecture qui publiait des articles dans le domaine de la physique.

## Histoire
Au cours de son histoire, le journal a changé plusieurs fois de nom :
- 1874-1925 : Proceedings of the Physical Society of London[1]  (ISSN 1478-7814) ;
- 1926-1948 : Proceedings of the Physical Society[2]  (ISSN 0959-5309) ;
- 1949-1957 : Proceedings of the Physical Society, Section A[3]  (ISSN 0370-1298) ;
- 1949-1957 : Proceedings of the Physical Society, Section B[4]  (ISSN 0370-1301) ;
- 1958-1967 : Proceedings of the Physical Society[5]  (ISSN 0370-1328).